# Aniceto Ferrante
Aniceto Ferrante (Atina, 28 settembre 1823 – Alvito, 19 gennaio 1883) è stato un vescovo cattolico e scrittore ecclesiastico italiano.

## Biografia
Discendente di una famiglia di notabili originaria di Valmontone, trasferitasi poi a Civita d'Antino e quindi ad Alvito, il giovane Aniceto era il figlio primogenito di Giovanni Battista e Caterina Panicali Rossi e ricevette la sua prima istruzione dallo zio Innocenzo, parroco della collegiata di San Simeone in Alvito. Proseguiti gli studi presso i Barnabiti di Napoli, rinunciò alla ricca primogenitura per entrare nell'Oratorio filippino di quella città, dove fu poi ordinato sacerdote nel 1847 e dove restò fino al 1873, acquistando fin dai suoi primi anni di ministero grande fama e notorietà per la vastità della cultura e la rettitudine della vita.
«Oratore sacro, confessore ambitissimo, fu adibito dai superiori e dalla curia arcivescovile in uffici importanti e delicatissimi e fu stimato e tenuto in gran conto dallo stesso pontefice Pio IX. Ebbe relazioni con scrittori, letterati, vescovi e cardinali tra cui il cardinale Capecelatro che lo amò più che fratello. Si occupò senza interruzione a scrivere libri di ascetica, di polemica, omeliari, vite di santi. Di queste divennero subito ricercate quelle del Venerabile Giovenale Ancina, di San Francesco Caracciolo, di San Pietro d'Alcantara, di Santa Francesca dalle cinque piaghe e di San Vincenzo Ferreri.»
Nel concistoro del 21 marzo 1873 Pio IX lo elevò alla sede vescovile di Gallipoli e il 23 marzo fu consacrato vescovo in Santa Maria in Vallicella, la chiesa romana dell'ordine dei Filippini. Monsignor Ferrante resse la diocesi affidatagli avendo a cuore non solo l'anima ma anche la mente dei suoi fedeli e il suo breve episcopato è ricordato per le attenzioni da lui rivolte al seminario e alla cultura in genere. Nel 1878 però, angustiato da gravi disturbi di salute, chiese di essere esonerato dall'incarico. Nominato vescovo titolare della sede di Callinico, amministrò la diocesi di Gallipoli fino al 17 maggio 1879, quando gli subentrò come successore il cappuccino Gesualdo Nicola Loschirico. Rientrato ad Alvito, poté dedicare gli ultimi anni della sua vita a quell'attività di scrittore e studioso che gli era sempre stata congeniale e che ne aveva già diffuso la fama in tutta Italia.

## Scritti
- Le sette parole proferite da Cristo sulla croce (traduzione del De septem verbis Christi di Roberto Bellarmino, del 1618), 2ª ed., Napoli, Festa, 1851.
- Vita di San Filippo Neri fondatore della congregazione dell'oratorio (riduzione dell'opera secentesca di Pier Giacomo Bacci), Napoli, Festa, 1855.
- Vita del venerabile Giovenale Ancina della congregazione dell'oratorio, vescovo di Saluzzo, Napoli, Festa, 1856. 2ª ed., Napoli, Tipografia degli Accattoncelli, 1870.
- Rivista dell'elogio del marchese Giovanni d'Andrea descritto dal cav. Salvatore Mandarini intendente della provincia di Bari. Recitato nella Società Economica della città medesima, "Cattolico", n. 25, Napoli, Fratelli De Angelis, 1858.
- Vita di San Pietro d'Alcantara, fondatore degli Scalzi Riformati da lui detti Alcantarini, Napoli, Festa, 1859. 2ª ed., Monza, Tipografia dell'Istituto dei Paolini, 1868 (3 voll.).
- Vita di san Francesco Caracciolo fondatore de' chierici regolari minori, Napoli, Stabilimento tipografico del Tasso, 1862. 2ª ed., Monza, Tipografia dell'Istituto dei Paolini, 1871.
- Cenno storico della vita e delle virtù del servo di Dio d. Giovanni Guarino parroco di S. Pietro a Patierno, Napoli, Festa, 1864.
- Cenno storico del canonico Camillo Cilento, "Apologista cattolico", Napoli, De Pascale, 1865.
- Epistola pastoralis ad clerum et populum Gallipolitanum e Lettera pastorale ai fedeli della città e diocesi di Gallipoli, Napoli, De Angelis, 1873.
- Lettera pastorale al clero e al popolo della sua città e diocesi, 23 giugno festa del Sacro Cuore di Gesù, "Eco dell'Immacolata di Lourdes", Napoli, Tipografia dell'Accademia Reale, giugno 1876.
- Un'ora al Sacramento. Pensieri, affetti e preghiere, 3ª ed., Genova, Tipografia delle Letture Cattoliche, 1876.
- Vita compendiata di s. Vincenzo Ferreri dell'Ordine dei predicatori, Torino, Pietro Marietti, 1876.
- Elogio funebre del Santo Padre papa Pio IX fatto e recitato il dì 16 marzo 1878 nella chiesa collegiata di Alvito, Torino, Pietro Marietti, 1878.
- Omelie di Monsignor Aniceto Ferrante dell'oratorio di Napoli, Torino, Pietro Marietti, 1878.
- Nuove omelie sul Vangelo di tutte le domeniche e festività principali dell'anno per le feste di Maria SS. ed altre circostanze, Prato, Ranieri Guasti, 1879.
- Trattenimenti, sermoni ed omelie, Prato, Ranieri Guasti, 1880.
- Breve orario mariano o letture morali, religiose e devote sopra le solennità e i fatti principali della vita di Maria SS., Prato, Ranieri Guasti, 1880.
- Devoto settenario in onore della Vergine Maria Addolorata, Prato, Ranieri Guasti, 1881.
- Il mese di gennaio. Letture religiose e morali, Prato, Ranieri Guasti, 1881.
- Vita compendiata della s. vergine napoletana Maria Francesca delle Cinque Piaghe di G. C., terziaria professa alcantarina, Napoli, Libreria della Sacra Famiglia, 1881.
- Vita di S. Francesco di Paola fondatore dell'ordine dei Minimi, 3 voll., Monza, Tipografia de' Paolini, 1881.
- Breve cenno biografico del m.r.p. provinciale Francesco Romanelli di Alvito, del p. Giovan Filippo da Bolognano e del p. Giustino da Arpino e di altri frati minori riformati, Prato, Ranieri Guasti, 1881.
- Scritti vari editi e nuovi pubblicati a ricordo dei parenti, a premura degli amici a bene di tutti i cristiani... con giunta di alquante novene, settennari e tridui in onore di Maria SS. e di alcuni santi del signore, Prato, Ranieri Guasti, 1881.[7]
- Vita di san Giovanni Gualberto, fondatore dei monaci eremitani di Vallombrosa, 2 voll., Monza, Tipografia e libreria de' Paolini, 1883.
- Vita compendiata del sacerdote napoletano Agnello Coppola, Prato, Ranieri Guasti, 1883.

## Genealogia episcopale
La genealogia episcopale è:
- Cardinale Scipione Rebiba
- Cardinale Giulio Antonio Santori
- Cardinale Girolamo Bernerio, O.P.
- Arcivescovo Galeazzo Sanvitale
- Cardinale Ludovico Ludovisi
- Cardinale Luigi Caetani
- Cardinale Ulderico Carpegna
- Cardinale Paluzzo Paluzzi Altieri degli Albertoni
- Papa Benedetto XIII
- Papa Benedetto XIV
- Papa Clemente XIII
- Cardinale Bernardino Giraud
- Cardinale Alessandro Mattei
- Cardinale Pietro Francesco Galleffi
- Cardinale Giacomo Filippo Fransoni
- Cardinale Carlo Sacconi
- Vescovo Aniceto Ferrante, C.O.